# Fortalesa de Salacgrīva
La Fortalesa de Salacgrīva fou un gran castell medieval situat al marge dret del riu Salaca, a la regió històrica de Vidzeme, al nord de Letònia. Construït el 1226 pel bisbat de Riga, serví com un lloc d'avançada per controlar l'accés al port de Salaca. Fou greument danyat pels russos, tàtars, polonesos i per les tropes sueques durant la Gran Guerra del Nord.

## Història
El 1226, el bisbe Albert de Buxhövden feu construir el castell: Salis o Salismünde, edificat més o menys al voltant de mig quilòmetre de la desembocadura del riu i que serví com una poderosa fortalesa per vigilar l'accés al port de Salaca. Capturat el 1391 i després el 1564, fou danyat dràsticament el 1575 pels guerrers russos i tàrtars que lluitaren amb les tropes del duc de Magnus de Holstein.
El 1581, la fortalesa fou atacada per les tropes sueques del Comandant Thomas von Enden, i durant la Segona Guerra del Nord fou gairebé destruïda. Entre 1702 i 1704, fou demolida, i des d'aleshores no hi ha hagut obres de restauració, el que ha fet degradar-se fins a quedar en ruïnes.